# Maria Moritz
Maria Moritz (* 28. Januar 1892 in Hohenburg, geborene Maria Oettl; † 8. Oktober 1957 in Frankfurt am Main) war eine hessische Politikerin (KPD) und Abgeordnete des Hessischen Landtags.

## Leben
Maria Oettl besuchte von 1898 bis 1905 die Volksschule und von 1905 bis 1908 die Fortbildungsschule in München und Verau. Sie machte anschließend eine Lehre als Verkäuferin und eine Haushaltlehre. Seit 1913 war Moritz verheiratet mit dem Bankbuchhalter Wilhelm Moritz, seit 1918 verwitwet. Nach dem Tod ihres Mannes studierte sie 1920 bis 1922 an der Volkshochschule in Freiburg im Breisgau und ab 1925 an der Volkshochschule in Habertshof bei Frankfurt am Main Literatur, Philosophie, Volkswirtschaft und Arbeiterbewegung.
Seit 1918 war Maria Moritz Mitglied im Spartakusbund und in der KPD. In Freiburg war sie für ihre Partei von 1924 bis 1927 Stadtverordnete. Nach der Machtergreifung der Nationalsozialisten konnte sie ihre politische Arbeit nicht legal fortsetzen. Sie wurde von 1935 bis 1941 aus politischen Gründen inhaftiert.
Vom 1. Dezember 1946 bis zum 30. November 1950 war sie Mitglied des Hessischen Landtags.